# ヘクトンエンテリック寒天培地
ヘクトンエンテリック寒天培地（ヘクトンエンテリックかんてんばいち、英：Hektoen enteric agar（HEK, HE or HEA）は、主に患者検体からサルモネラや赤痢菌を回収するために使用される選択分離寒天培地である。HEAには、ラクトース発酵と硫化水素生成の指標、グラム陽性菌の増殖を防ぐ阻害剤が含まれている。名称は研究者たちがこの寒天培地を開発したシカゴのHektoen Instituteに由来している。

## 用途
HEAの決定的な用途は、赤痢菌とサルモネラを鑑別することであるが、他の多くの菌種がこの培地上で増殖する可能性がある。しかし、他の細菌は臨床的に関連する可能性があるが、この試験法ではそれらの細菌を鑑別することはできない。事実上、HEAは代謝試験によりコロニーを「サルモネラと赤痢菌」と「それ以外」に鑑別する。この培地の使用は、使用者がクレブシエラ属やエスケリキア属などの他の腸内病原体を対象としないことを想定している。
培地には様々な糖源（ラクトース、スクロース、サリシン）が含まれているが、いずれも赤痢菌やサルモネラは利用できない。しかし、培地には炭素源として使用できるペプトンも含まれている。ほとんどの細菌はペプトンよりも糖類を優先的に使用することができるので、これらの「uninteresting」の細菌は培地を酸性化し、pH指示薬を黄色または赤色に変える。赤痢菌とサルモネラによるペプトン代謝は培地を塩基性にし、pH指示薬を青色に変える。
培地中にチオ硫酸塩またはクエン酸鉄アンモニウムが存在すると、H2Sの存在下で黒い沈殿物が生成されるため、硫化水素を産生せず緑色のコロニーとして現れる赤痢菌と、硫化水素を産生し黒色のコロニーとして現れるサルモネラ菌を鑑別することができる。
腸から分離分離される細菌はサルモネラ以外には、硫黄還元菌はほとんど存在しない。これらのほとんどは、胆汁酸塩を含むことによってHEAプレート上で阻害されるため、サルモネラではない黒色のコロニーは非常に珍しい。そのようなコロニーは、中心が黒色で、赤色または黄色のコロニーとして鑑別される。糖を発酵させていることを示しており、おそらくサルモネラではない。しかし、サルモネラのまれな株はラクトース発酵が可能であり、同様のコロニーが認められる。

## 関連記事
- 寒天培地
- 微生物学

## References
1. ↑  “Comparison of brilliant green agar and Hektoen enteric agar media in the isolation of salmonellae from food products”. Appl Microbiol 26 (3):  288–92. (September 1973). doi:10.1128/am.26.3.288-292.1973. PMC 379776. PMID 4584576.
2. ↑  Hudzicki, J.  "Hektoen Enteric Agar Protocol." American Society for Microbiology Microbe Library Archived 2013-01-18 at the Wayback Machine. retrieved Jan 2013
3. ↑  McDonough, PL; Shin, SJ; Lein, DH (March 2000). “Diagnostic and public health dilemma of lactose-fermenting Salmonella enterica serotype Typhimurium in cattle in the Northeastern United States.”. Journal of Clinical Microbiology 38 (3):  1221–6. doi:10.1128/JCM.38.3.1221-1226.2000. PMC 86381. PMID 10699026.